# 鶴枝村
鶴枝村（つるえむら）は、千葉県長生郡（上埴生郡）にかつて存在した村である。現在の茂原市の南部に位置している。
村名は村内を流れる鶴枝川（一宮川支流）に由来する。茂原市立鶴枝小学校などにその名をとどめる。

## 歴史
のちに鶴枝村になる諸村のうち、猿袋村は長柄郡所属であった。1878年（明治11年）、郡区町村編制法の施行に際し「上永吉村・下永吉村・三ヶ谷村・猿袋村」と「立木村・台田村・野牛村」の2つの連合で戸長役場が組織された。1884年（明治17年）、連合戸長役場の管轄変更により両連合が合同した。

### 沿革
- 1889年（明治22年）4月1日 - 町村制施行により上永吉村、下永吉村、立木村、三ヶ谷村、台田村、野牛村、猿袋村が合併して上埴生郡鶴枝村が発足。
- 1897年（明治30年）4月1日 - 長柄郡、上埴生郡が統合されて長生郡となる。
- 1952年（昭和27年）4月1日 - 茂原町、東郷村、豊田村、二宮本郷村、五郷村と合併し、茂原市を新設。同日鶴枝村廃止。

## 出身著名人
- 高橋喜惣治（衆議院議員・貴族院多額納税者議員）